# Lina Strand
Pour les articles homonymes, voir Strand.
Lina Strand (née le 23 décembre 1988 à Göteborg) est une orienteuse suédoise de Haut Niveau. 

## Palmarès

### Championnats du monde
en Relais
- Médaille d'or en 2017
- Médaille de bronze en 2017

en Longue Distance
- Médaille d'argent en 2019

### Jeux mondiaux
- Médaille de bronze en 2017 à Wrocław (Pologne) en catégorie Sprint